# Dhirendranath Ganguly

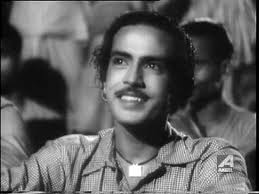
Dhirendranath Ganguly

Dhirendranath Ganguly (auch kurz Dhiren Ganguly; bengalisch ধীরেন্দ্রনাথ গঙ্গোপাধ্যায় Dhīrendranāth Gaṅgopādhyāẏ ⓘ; * 26. März 1893 in Calcutta; † 18. November 1978 ebenda) war ein indischer Filmregisseur, Schauspieler und Maler. Er gehörte zu den Pionieren des bengalischen Films.

## Leben
Dhirendranath Ganguly studierte Malerei in Shantiniketan und von 1910 bis 1915 am Calcutta Art College. Direkt nach seinem Abschluss erhielt er 1915 eine Anstellung als Kunstlehrer am Nizam’s Art College im Hyderabad. Er war auch als Porträtmaler erfolgreich und erweiterte seine Ambitionen auf das Gebiet der Fotografie. Ganguly veröffentlichte zwei Fotobände Bhaber Abhibyakti (1915) und Biye (1922), in denen er selbst als Modell in Fotomontagen zu sehen war.
Nach dem ersten Band erhielt er eine Einladung von Jamshedji Framji Madan, sich seiner Gesellschaft Madan Theatres anzuschließen. Ganguly ging nach Calcutta, doch gründete er dort 1918 zusammen mit Nitish Lahiri die Filmgesellschaft Indo-British Films. Deren erste Filmproduktion war die Gegenwartssatire Bilet Pherat (1921) mit Ganguly in der Hauptrolle, die ein großer kommerzieller Erfolg wurde. Der Film handelt von einem Bengalen, der nach einem Aufenthalt in England in seine Heimat zurückkommt und mit seinen „verwestlichten“ Ansichten seine Familie nervt. 1923 brach die Filmgesellschaft wieder auseinander und Ganguly ging zurück nach Hyderabad, wo er seine neue Gesellschaft Lotus Film Company gründete und bis 1924 einige Filme drehte.
Nach kurzem Aufenthalt in Bombay kehrte er 1928 erneut nach Calcutta zurück. Dort gründete er in Dum Dum gemeinsam mit Pramathesh Chandra Barua die Filmgesellschaft British Dominion Films, die jedoch nach acht Filmproduktionen mit Beginn des Tonfilmzeitalters 1931 ihren Betrieb einstellte. Ganguly arbeitete dann ab 1933 als freischaffender Schauspieler und Regisseur bis in die späten 1940er Jahre. Dabei war er auch einige Male für New Theatres tätig. Unter seine späteren Filmen sind zwei Adaptionen von Stücken Premendra Mitras, Ahuti (1941) und Daabi (1943).
Dhirendranath Ganguly wurde 1974 mit dem Padma Bhushan und 1975 mit dem Dadasaheb Phalke Award ausgezeichnet.

## Filmografie
- 1921: Bilet Pherat (*)
- 1921: Shri Radha Krishna (*)
- 1922: Sadhu Aur Shaitan (*)
- 1922: Indrajit
- 1922: Lady Teacher
- 1922: Hara Gauri
- 1922: Chintamani
- 1922: Bimata
- 1923: The Marriage Tonic
- 1923: Yayati
- 1927: Shankaracharya (*)
- 1930: Panchasar (*)
- 1930: Kamaner Aagun (*)
- 1930: Alik Babu
- 1931: Takay Ki Na Hay
- 1931: Charitraheen
- 1931: Maraner Pare (*)
- 1933: Mastuto Bhai
- 1934: Excuse Me, Sir
- 1934: Night Bird
- 1934: Halkatha
- 1935: Bidrohi
- 1936: Country Girl
- 1936: Dwipantar
- 1938: Halbangala
- 1938: Achin Priya
- 1938: Abhisarika
- 1940: Path Bhoole
- 1940: Karmakhali
- 1941: Pratishodh (*)
- 1941: Ahuti
- 1943: Daabi
- 1947: Srinkhal
- 1948: Shesh Nibedan
- 1949: Cartoon
- 1962: Abhisarika (*)
- 1962: Rakta Palash (*)

(*) nur Darsteller